# 155 (číslo)
Sto padesát pět je přirozené číslo. Následuje po číslu sto padesát čtyři a předchází číslu sto padesát šest. Řadová číslovka je stopadesátý pátý nebo stopět a padesátý. Římskými číslicemi se zapisuje CLV. 155. dnem v roce je 4. červen (v přestupných letech 3. červen).

## Matematika
Sto padesát pět je
- deficientní číslo
- nešťastné číslo
- nepříznivé číslo

## Chemie
- 155 je neutronové číslo druhého nejstabilnějšího izotopu einsteinia a nukleonové číslo čtvrtého nejběžnějšího izotopu gadolinia.[1]

## Doprava
- Silnice II/155 je česká silnice II. třídy na trase Třeboň – Borovany – Trocnov – Strážkovice – Římov – I/39[2]

## Astronomie
- 155 Scylla je planetka hlavního pásu

## Komunikace
- Číslo 155 je v České republice telefonním číslem na zdravotnickou záchrannou službu. Jedná se o tísňovou linku, na kterou je možné volat z mobilního telefonu i bez SIM karty.

## Ostatní
- 155 je nejvyšší počet bodů, kterého lze dosáhnout v kulečníkové hře snooker v jednom náběhu, který začíná po chybě soupeře free ballem (jinak je to 147 bodů)

## Roky
- 155
- 155 př. n. l.